# Volkswagen Fox
Volkswagen Fox byl nástupcem automobilu Volkswagen Lupo. Vyráběl se od roku 2006.
Byl o něco levnější než jeho předchůdce, ale stejně jako Lupo nebyl příliš obchodně úspěšný. V České republice pro něj ani nebyla reklama v televizi.
Vyráběl se v následujících barvách: šedá, červená, bílá, černá, modrá.